# Ariane Massenet
Pour les articles homonymes, voir Massenet.
Pour les autres membres de la famille, voir Famille Massenet.
Ne doit pas être confondu avec Ariane, l'opéra de Jules Massenet.
Ariane Massenet, née le 9 décembre 1965 à Pau (Basses-Pyrénées, aujourd'hui Pyrénées-Atlantiques) est une journaliste et animatrice de radio et de télévision française.
Elle se fait d'abord connaître sur Canal+ puis accède à une plus grande notoriété grâce à sa collaboration avec Marc-Olivier Fogiel, sur Canal+, France Inter et France 3. Elle continue ensuite sa carrière d'animatrice sur divers médias (Europe 1, à nouveau Canal+, D8, etc).

## Biographie

### Famille
Sœur cadette de la journaliste Béatrice Massenet, Ariane Massenet est l'arrière-arrière-arrière-petite-nièce du compositeur Jules Massenet,.
Elle passe toute sa jeunesse à Tours, en Indre-et-Loire. Enfant, elle rêve de devenir comédienne. Après un DEUG de droit, elle s'oriente finalement vers le journalisme.

### Débuts de journaliste sur le service public (années 1980)
En 1986, âgée de 21 ans, Ariane Massenet commence sa carrière de journaliste à Tahiti, sur les ondes de la station polynésienne Radio Soleil. Elle travaille ensuite pour le Réseau France Outre-Mer (RFO).
De 1988 à 1989, elle fait sa première apparition télévisée en métropole dans une émission quotidienne sur France Région 3 Aquitaine où elle donne les informations sur l'agenda et les sorties, événements et loisirs régionaux intéressants. Elle anime aussi une émission sur Radio France Bordeaux Gironde où elle interviewe des enfants sur l'actualité du moment.

### Assistante à Canal + (années 1990)
En 1991, Ariane Massenet est recrutée par Canal+ où elle est pendant cinq ans l'assistante d'Antoine de Caunes sur l'émission Nulle part ailleurs, présentée par Philippe Gildas. Elle y tient notamment une rubrique en 1995 et 1996.
En 1995, elle assiste Jeanne Moreau, présidente du jury du festival de Cannes 1995. Elle produit également une émission sur les 50 ans du festival de Cannes.
En 1997, elle rejoint l'équipe de Marc-Olivier Fogiel qui présente TV+ sur la chaîne cryptée.

### Coanimatrice à succès (années 2000)
De 2000 à 2004, Ariane Massenet coanime avec Marc-Olivier Fogiel le talk-show On ne peut pas plaire à tout le monde sur France 3, ce qui lui assure une notoriété auprès du grand public. Lors des étés 2002 à 2004, elle anime, avec Stéphane Blakowski et Alexis Trégarot les best-offs de l'émission intitulé ONPP vu de la plage puis ONPP vu du désert. Elle tient également, toujours aux côtés de Marc-Olivier Fogiel, une chronique sur France Inter dans l'émission Vous écoutez la télé.
De 2004 à 2006, Ariane Massenet présente Petites confidences entre amis sur Paris Première, le jeudi soir en deuxième partie de soirée. Dans cette émission, une personnalité est interviewée par six de ses proches dans une suite de l'hôtel de Crillon.
Elle s'essaie aussi à la radio : de 2002 à 2005, Ariane Massenet anime sur Europe 1 l'émission humoristique « Les Peopl'ettes » sur le thème de l'actualité people avec entre autres Laurence Lefèvre, directrice adjointe du CNRP (« le très sérieux Centre national de la recherche sur le people »), Henry-Jean Servat, Marie Montuir, Danielle Moreau et l'imitateur Didier Gustin.
À la rentrée 2005, Ariane Massenet rejoint à nouveau Canal+ et l'équipe de chroniqueurs avec qui Michel Denisot présente le talk-show Le Grand Journal en access prime-time du lundi au vendredi de 19 h 15 à 20 h 50. Elle y présente sa chronique sur l’actualité des médias et interviewe les invités : concernant plus particulièrement les personnalités politiques, elle considère que son rôle est de poser « les questions que tout le monde se pose, celle qu’un spécialiste évite, de peur de passer pour un crétin ou auxquelles il ne pense pas ». En 2011, le site Acrimed critique ses prestations, jugeant qu'elles constituent « le degré zéro de l’interview politique », tandis que Libération parle « d'indigence bavarde ». Pour Paris Match au contraire, elle est « un des piliers du Grand Journal ».
Parallèlement, elle anime d'autres émissions de la chaîne : pour les fêtes de fin d'année 2006, elle présente seule l'émission C'est arrivé en 2007, sur le thème présentation des prévisions de ce qui arrivera en 2007 : mode, social, télévision, etc.
Pour les fêtes de fin d'année 2010, elle présente aussi Le + produit de l'année.
De 2008 à 2010, elle passe sur Comédie+ (une chaîne du groupe Canal), pour tenter de relancer l'émission culte La Grosse Émission, un talk-show avec une personnalité invitée au milieu d'une bande de jeunes humoristes. Mais sans succès.
Durant l'été 2011, à la suite du départ de Bruce Toussaint du groupe Canal+, elle reprend la présentation du jeu Le News Show.
Elle quitte Le Grand Journal à la fin de la saison 2011/2012, pour se consacrer à un poste d'animatrice en solo : elle reprend en effet La Matinale, jusque là animée par Maïtena Biraben.

### Diversification dans le groupe Canal + (années 2010)

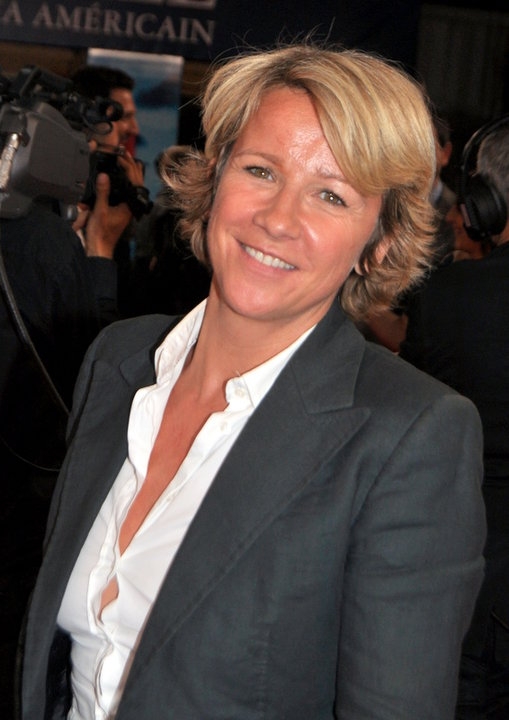
Ariane Massenet au festival du cinéma américain de Deauville 2010.

De juillet 2011 à juin 2012, elle coanime sur Europe 1 avec sa sœur Béatrice, l'émission C'est de famille, dans le prolongement des trois ouvrages qu'elles ont écrits en commun.
À partir de septembre 2012, Ariane Massenet anime La Matinale de Canal+, du lundi au vendredi. Consécutivement à son arrivée et au départ de Maitena Biraben, l'émission subit, en début de saison, une chute significative d'audience atteignant jusqu’à -35 %. Mais dès janvier 2013, les audiences repartent et retrouvent leur rythme de croisière. Malgré ça, le 18 juin 2013, Canal+ annonce la fin de cette émission pour recentrer son info sur i-Télé.
Le 22 janvier 2013, elle présente exceptionnellement Touche pas à mon poste ! sur D8 (chaîne du Groupe Canal+) à la place de Cyril Hanouna, qui présente le prime-time de Nouvelle Star. Sur la même chaine, Ariane Massenet présente en fin d'après-midi, de septembre 2013 à juin 2014, avec Camille Combal, l'émission quotidienne intitulée Est-ce que ça marche ? et produite par Cyril Hanouna, un peu à la façon de Touche pas à mon poste !.
En mars 2019, Ariane Massenet fait son retour sur la chaîne Canal+ en rejoignant l'équipe de l'émission Bonsoir !, diffusée le samedi soir sur la chaîne cryptée et présentée par Isabelle Ithurburu. Elle remplace jusqu’à l’été Raphaëlle Baillot, une des chroniqueuses de l’émission, partie en congé maternité.

## Activités et apparitions annexes
- En 2002, elle a prêté son image pour la campagne choc de prévention du Sida « Make Love » de  l'association Sida Info Service. Elle y posait avec Marc-Olivier Fogiel pour le photographe Philippe Robert, dénudée dans des poses érotisées[21],[22],[23].
- En 2003 et 2020, elle est candidate dans Fort Boyard sur France 2
- Elle est élue « Femme en or », catégorie Médias en 2005[4].
- Elle est marraine de l'association Agence solidarité logement sous le parrainage de la fondation Abbé-Pierre[4].
- Elle co-présente la soirée de lancement de France 3 NoA, avec Éric Perrin, en direct de la station de France 3 Aquitaine, le 11 septembre 2018[24].
- Le 23 septembre 2018, elle participe à l'émission Le Grand Concours des animateurs sur TF1 qu'elle remporte face à Hervé Mathoux et Cyril Féraud.
- À partir de janvier 2019, elle joue au théâtre la Boussole, une pièce intitulée Comme des sœurs, écrite par Béatrice Massenet, avec Alexandra Simon et Marie Parouty[25],[26].
- Le 5 mars 2020, à l'occasion de la Journée internationale des femmes, elle participe à un défilé à Tunis organisé par l'Institut français intitulé " Over fifty... et alors ?" un défilé consacré aux femmes qui ont franchi la barre des cinquante ans[27].
- Le 22 janvier 2025, elle fait sa première apparition comme sociétaire dans l'émission Les Grosses Têtes, animée par Laurent Ruquier sur RTL[28].

## Ouvrages
- Ariane Massenet, Pipelette, éditions Le Pré aux clercs, 22 mai 2003 (ISBN 978-2-258-06293-1)
- Ariane, Béatrice Massenet et Bruno Suet, Mères et filles : Ce que je voudrais te dire, édition Aubanel, 21 septembre 2006, 232 p. (ISBN 978-2-7006-0429-0)

- Collectif, Correspondances Intempestives : à la folie... pas du tout, Triartis, 23 Avril 2008 [29]  (ISBN 978-2-916724-01-0)
- Ariane et Béatrice Massenet (photogr. Michel Reuss), Mères et Fils : Ce que je voudrais te dire, Genève, édition Aubanel, 23 octobre 2008, 285 p. (ISBN 978-2-7006-0556-3, BNF 41384709)Conversations entre 20 mères et fils connus dont Véronique Sanson, Patrick Sébastien ou encore Simone Veil.
- Ariane et Béatrice Massenet (photogr. Michel Reuss), Frères et Sœurs : Ce que je voudrais te dire, Paris, édition de La Martinière, 28 octobre 2010, 227 p. (ISBN 978-2-7324-4279-2, BNF 42378838)Conversations entre vingt frères et sœurs connus.

## Filmographie
Cinéma
- 1997 : Oh non de Joe Pirrong (court-métrage)
- 2009 : Incognito d'Éric Lavaine : elle-même
- 2012 : L'amour dure trois ans de Frédéric Beigbeder : elle-même
- 2025 : Ma Mère, Dieu et Sylvie Vartan de Ken Scott : Sophie Davant

Télévision
- 1990 : V comme vengeance (série télévisée), saison 1, épisode 6 Au delà de la vengeance de Renaud Saint-Pierre
- 2004 : Une chanson dans la tête : Kamarette
- 2005  : La Famille Zappon d'Amar Arhab et Fabrice Michelin (téléfilm) : Marine Roeker
- 2006 : L'État de Grâce de Pascal Chaumeil (série télévisée), saison 1, épisode 5 Piéger
- 2017 : Cocovoit
- 2019 : Mauvaise mère d'Adeline Darraux (téléfilm)
- 2022 : Capitaine Marleau de Josée Dayan (série télévisée), saison 4, épisode 5 Morte saison : la psychologue Amélie Clévenot
- 2023 : Enquête parallèle (série télévisée)